# Les Ponts-de-Cé
Les Ponts-de-Cé és un municipi francès situat al departament de Maine i Loira i a la regió de País del Loira. L'any 2007 tenia 11.500 habitants.

## Demografia

### Població
El 2007 la població de fet de Les Ponts-de-Cé era d'11.500 persones. Hi havia 4.862 famílies de les quals 1.601 eren unipersonals (550 homes vivint sols i 1.051 dones vivint soles), 1.548 parelles sense fills, 1.395 parelles amb fills i 318 famílies monoparentals amb fills.
La població ha evolucionat segons el següent gràfic:
Habitants censats

### Habitatges
El 2007 hi havia 5.135 habitatges, 4.937 eren l'habitatge principal de la família, 53 eren segones residències i 145 estaven desocupats. 3.354 eren cases i 1.766 eren apartaments. Dels 4.937 habitatges principals, 2.859 estaven ocupats pels seus propietaris, 2.021 estaven llogats i ocupats pels llogaters i 57 estaven cedits a títol gratuït; 162 tenien una cambra, 509 en tenien dues, 925 en tenien tres, 1.141 en tenien quatre i 2.200 en tenien cinc o més. 3.328 habitatges disposaven pel capbaix d'una plaça de pàrquing. A 2.433 habitatges hi havia un automòbil i a 1.904 n'hi havia dos o més.

### Piràmide de població
La piràmide de població per edats i sexe el 2009 era:
| Homes | Edats   | Dones |
| ----- | ------- | ----- |
| 8     | 95 o +  | 28    |
| 12    | 90 a 94 | 76    |
| 72    | 85 a 89 | 84    |
| 36    | 80 a 84 | 64    |
| 220   | 75 a 79 | 232   |
| 148   | 70 a 74 | 268   |
| 264   | 65 a 69 | 304   |
| 296   | 60 a 64 | 284   |
| 272   | 55 a 59 | 324   |
| 420   | 50 a 54 | 420   |
| 420   | 45 a 49 | 420   |
| 404   | 40 a 44 | 476   |
| 388   | 35 a 39 | 436   |
| 296   | 30 a 34 | 320   |
| 344   | 25 a 29 | 348   |
| 444   | 20 a 24 | 376   |
| 488   | 15 a 19 | 496   |
| 448   | 10 a 14 | 408   |
| 304   | 5 a 9   | 268   |
| 208   | 0 a 4   | 300   |

## Economia
El 2007 la població en edat de treballar era de 7.527 persones, 5.299 eren actives i 2.228 eren inactives. De les 5.299 persones actives 4.800 estaven ocupades (2.406 homes i 2.394 dones) i 500 estaven aturades (265 homes i 235 dones). De les 2.228 persones inactives 797 estaven jubilades, 1.013 estaven estudiant i 418 estaven classificades com a «altres inactius».

### Ingressos
El 2009 a Les Ponts-de-Cé hi havia 4.863 unitats fiscals que integraven 11.274,5 persones, la mediana anual d'ingressos fiscals per persona era de 19.200 €.

### Activitats econòmiques
Dels 545 establiments que hi havia el 2007, 2 eren d'empreses extractives, 8 d'empreses alimentàries, 3 d'empreses de fabricació de material elèctric, 32 d'empreses de fabricació d'altres productes industrials, 76 d'empreses de construcció, 128 d'empreses de comerç i reparació d'automòbils, 19 d'empreses de transport, 26 d'empreses d'hostatgeria i restauració, 13 d'empreses d'informació i comunicació, 25 d'empreses financeres, 31 d'empreses immobiliàries, 84 d'empreses de serveis, 61 d'entitats de l'administració pública i 37 d'empreses classificades com a «altres activitats de serveis».
Dels 128 establiments de servei als particulars que hi havia el 2009, 1 era una oficina d'administració d'Hisenda pública, 2 oficines de correu, 5 oficines bancàries, 3 funeràries, 11 tallers de reparació d'automòbils i de material agrícola, 1 taller d'inspecció tècnica de vehicles, 1 establiment de lloguer de cotxes, 2 autoescoles, 10 paletes, 19 guixaires pintors, 13 fusteries, 14 lampisteries, 11 electricistes, 1 empresa de construcció, 10 perruqueries, 2 veterinaris, 7 restaurants, 8 agències immobiliàries, 2 tintoreries i 5 salons de bellesa.
Dels 28 establiments comercials que hi havia el 2009, 1 era un supermercat, 1 una gran superfície de material de bricolatge, 1 una botiga de més de 120 m², 2 botiges de menys de 120 m², 5 fleques, 2 carnisseries, 3 llibreries, 3 botigues de roba, 1 una botiga d'equipament de la llar, 2 botigues d'electrodomèstics, 1 una botiga de mobles, 1 una botiga de material esportiu, 1 una perfumeria i 4 floristeries.
L'any 2000 a Les Ponts-de-Cé hi havia 25 explotacions agrícoles que ocupaven un total de 128 hectàrees.

## Equipaments sanitaris i escolars
El 2009 hi havia 1 psiquiàtric, 1 centre de salut i 5 farmàcies.
El 2009 hi havia 2 escoles maternals i 6 escoles elementals. A Les Ponts-de-Cé hi havia 2 col·legis d'educació secundària i 1 liceu d'ensenyament general. Als col·legis d'educació secundària hi havia 999 alumnes i als liceus d'ensenyament general 590.
Les Ponts-de-Cé disposava d'un centre de formació no universitària superior. Disposava d'un centre d'ensenyament general superior privat.

## Poblacions més properes
El següent diagrama mostra les poblacions més properes.